# Temporada 1996-1997 del Teatre Nacional de Catalunya
La temporada 1996-1997 del Teatre Nacional de Catalunya va començar abans de la inauguració oficial del TNC al segon trimestre de l'any 1997. La primera Sala a obrir les portes, el 12 de novembre de 1996, fou la Sala Tallers, ja que els treballs de construcció de la Sala Gran i la Sala Petita encara no s'havien acabat. El 1997, el TNC fou inaugurat oficialment.

## Espectacles
| Temporada 1996-1997 del Teatre Nacional de Catalunya |                                |                                                                    | |                     |                                                   |                      |              |         |
| Espectacle                                           | Autoria                        | Direcció                                                           | Actors i actrius principals / artistes | Escenografia        | Producció                                         | Dates                | Sala         | Gènere  |
| Àngels a Amèrica                                     | Tony Kushner                   | Josep Maria Flotats                                                | Pere Arquillué, Anna Maria Barbany, Lloll Bertran, Joan Borràs, Montserrat Carulla, Pere Eugeni Font, Ramon Madaula, Núria Mampel, Pep Martínez, Pep Miràs, Cloti Miró, Sílvia Munt, Vicenta Ndongo, Francesc Orella, Pep Planas, Josep Maria Pou, Xavier Ribera, Alexis Valdés | Josep Maria Flotats | Teatre Nacional de Catalunya                      | 12.11.96 al 30.03.97 | Sala Tallers | Teatre  |
| Company                                              | Stephen Sondheim, George Furth | Calixto Bieito (direcció escènica), Lluís Vidal (direcció musical) | Roser Batalla, Carles Canut, Esteve Ferrer, Rosa Galindo, Lluís Homar, Mònica López, Xavier Mestres Mone, Pep Anton Muñoz, Noël Olivé Maria, Josep Peris, Carles Sabater, Carme Sansa, Isabel Soriano                                                                           | Calixto Bieito      | Teatre Nacional de Catalunya, Mercat de les Flors | 15.04.97 al 11.05.97 | Sala Tallers | Musical |